# Gönen Çayı
Pour les articles homonymes, voir Gönen.

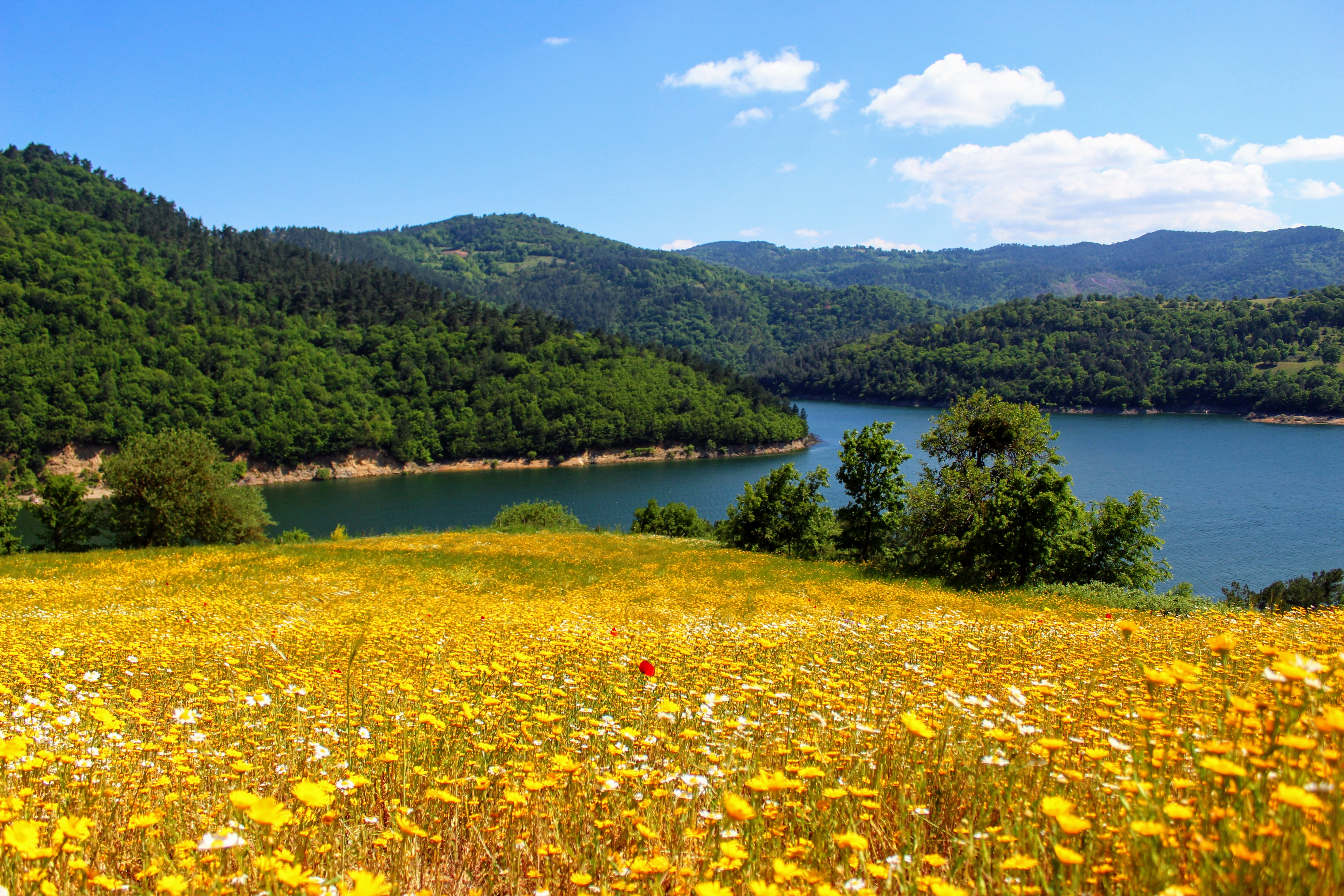
Barrage de Gönen.

La rivière de Gönen (Gönen Çayı) est un cours d'eau de Turquie qui prend sa source dans la province de Çanakkale sous le nom de Koca Çayı. Elle est ensuite coupée par le barrage de Gönen et pénètre dans la province de Balıkesir. Elle arrose la ville de Gönen et se jette dans la Mer de Marmara.

## Histoire
La rivière correspond au cours d'eau qui était appelé par les Anciens Aesepus ou Aisepos (grec classique, ἡ Αἴσηπος), rivière de Mysie descendant du mont Ida.